# 鑽高鰈
鑽高鰈為輻鰭魚綱鰈形目鰈亞目鰈科的其中一種，分布於東太平洋區，從美國加州北部至墨西哥下加利福尼亞海域及半鹹水域，棲息深度1-50公尺，體長可達46公分，棲息在沙泥底質底層水域，以蠕蟲、貝類等為食，生活習性不明。

## 扩展阅读
維基物種上的相關：鑽高鰈